# 中村春続
中村 春続（なかむら はるつぐ）は、戦国時代から安土桃山時代にかけての武将。山名氏、毛利氏家臣。官途名は、初め大炊助、後に対馬守。

## 生涯
春続は山名氏に仕えた因幡中村氏の一族とされる。
永禄7年（1564年）から永禄8年（1565年）頃と推定される「山名豊儀書状写」において山名豊儀の被官「中村大炊助」として登場するのが史料上の初見である。
天正2年（1575年）、山名豊国の被官として吉川元春のもとへ派遣された。
天正8年（1580年）の羽柴秀吉の鳥取城攻撃の際、織田氏に降伏した主君の山名豊国を森下道誉らと共に鳥取城より追放し、新たな城主として吉川経家を迎えた。
翌天正9年（1581年）の第二次鳥取城攻撃では吉川経家らと鳥取城に籠って秀吉軍に抗戦したが、兵糧攻めによって多くの餓死者を出すことになり、鳥取城は同年10月に吉川経家の切腹によって開城した。生前の経家が春続と森下道誉の助命を嘆願したが聞き入れられず、「因幡一国に戦乱を招いた罪」と「主君への裏切りの罪」で切腹を命じられ、10月24日の晩、吉川経家が自刃した同じ陣所にて自刃した。享年などは不明。なお、鳥取城内にいた春続の子は父・春続の切腹後に保護され、吉川氏の家臣となったとされる。

## 出自に関する異説
通説では因幡中村氏の一族と言われるが、これには異説が存在する。一説によれば春続は因幡国智頭郡の草刈氏の出身とも言われ、近年発見された播磨国の中村氏系図内にも春続の名が記されている。なお、『中村家譜』（内題・因州中村家由来）には中村家を継承したのは春続の弟・春国であると記されており、春国は医術を学んだ後に吉川氏に仕え、50石で召抱えられたとある。